# Troféu Europeu de Corrida de Montanha de 2000
O 6º Troféu Europeu de Corrida de Montanha de 2000 foi realizada pela Associação Mundial de Corrida de Montanha na cidade de Międzygórze na Polônia no dia 2 de julho de 2000. Contou com a presença de 120 atletas em duas categorias, tendo como destaque a Itália com cinco medalhas, sendo três de ouro.

## Resultados
Esses foram os resultados da competição.

### Sênior masculino
Individual 
| Posição           | Atleta           | País       | Tempo |
| ----------------- | ---------------- | ---------- | ----- |
| Medalha de ouro   | Massimo Galliano | Itália     | 50.22 |
| Medalha de prata  | Richard Findlow  | Inglaterra | 50.56 |
| Medalha de bronze | Antonio Molinari | Itália     | 51.03 |
| 4                 | Roman Skalsky    | Chéquia    | 51.19 |
| 5                 | Paulo Goncalves  | Portugal   | 51.31 |
| 6                 | Robert Quinn     | Escócia    | 51.37 |
| 7                 | Neil Wilkinson   | Escócia    | 51.57 |
| 8                 | Chris Robison    | Escócia    | 52.04 |
| 9                 | Zdenek Zoubek    | Chéquia    | 52.19 |
| 10                | Joze Ceh         | Eslovênia  | 52.21 |

Equipe 
| Posição           | Equipe  | Pontos |
| ----------------- | ------- | ------ |
| Medalha de ouro   | Itália  | 16     |
| Medalha de prata  | Escócia | 21     |
| Medalha de bronze | França  | 49     |

### Sênior feminino
Individual 
| Posição           | Atleta              | País       | Tempo |
| ----------------- | ------------------- | ---------- | ----- |
| Medalha de ouro   | Izabela Zatorska    | Polónia    | 33.38 |
| Medalha de prata  | Birgit Sonntag      | Alemanha   | 33.53 |
| Medalha de bronze | Rosita Rota Gelpi   | Itália     | 34.17 |
| 4                 | Svetlana Demidenko  | Rússia     | 34.23 |
| 5                 | Angela Mudge        | Escócia    | 34.37 |
| 6                 | Flavia Gaviglio     | Itália     | 34.56 |
| 7                 | Cornelia Heinzle    | Áustria    | 35.26 |
| 8                 | Ludmila Melicherova | Eslováquia | 35.30 |
| 9                 | Isabelle Guillot    | França     | 35.49 |
| 10                | Margherita Grosso   | Itália     | 36.08 |

Equipe 
| Posição           | Equipe   | Pontos |
| ----------------- | -------- | ------ |
| Medalha de ouro   | Itália   | 19     |
| Medalha de prata  | Alemanha | 36     |
| Medalha de bronze | França   | 47     |

## Quadro de medalhas
| Ordem | País       | Medalha de ouro | Medalha de prata | Medalha de bronze | Total |
| ----- | ---------- | --------------- | ---------------- | ----------------- | ----- |
| 1     | Itália     | 3               | 0                | 2                 | 5     |
| 2     | Polónia    | 1               | 0                | 0                 | 1     |
| 3     | Alemanha   | 0               | 2                | 0                 | 2     |
| 4     | Inglaterra | 0               | 1                | 0                 | 1     |
| 4     | Escócia    | 0               | 1                | 0                 | 1     |
| 6     | França     | 0               | 0                | 2                 | 2     |